# 286 Iclea
286 Iclea è un asteroide della fascia principale del diametro medio di circa 94,3 km. Scoperto nel 1889, presenta un'orbita caratterizzata da un semiasse maggiore pari a 3,1938930 UA e da un'eccentricità di 0,0348593, inclinata di 17,87773° rispetto all'eclittica.
Il suo nome fu dedicato ad Iclea, eroina della novella Urania, scritta nel 1889 dall'astronomo e scrittore francese Camille Flammarion.